# Prasinocyma isorrhopia
Prasinocyma isorrhopia är en fjärilsart som beskrevs av Louis Beethoven Prout 1913. Prasinocyma isorrhopia ingår i släktet Prasinocyma och familjen mätare. Inga underarter finns listade i Catalogue of Life.